# Șercăița, Brașov
Șercăița este un sat în comuna Șinca din județul Brașov, Transilvania, România.
În această veche așezare românească se găsește Biserica Ortodoxă Cuvioasa Paraschiva clădită în 1798. Ea a înlocuit de fapt o mănăstire ortodoxă construită în anul 1744 care a fost distrusă în 1761 de generalul Bukov, executantul ordinului împărătesei austriece Maria Teresa. Politica punitivă a anilor 1761-1762 a distrus alte 23 așezăminte ortodoxe din satele din Țara Făgărașului, printre care si Mănăstirea Bucium care astăzi este reconstruită pe fostele temelii.